# Prvenstvo Jugoslavije u hokeju na travi 1975.
Jugoslavensko prvenstvo u hokeju na travi za 1975. godinu je osvojio Marathon iz Zagreba.

## Ljestvica
| mj. | klub                      | ut. | pob. | rem. | por. | po.g | pr.g | bod |
| --- | ------------------------- | --- | ---- | ---- | ---- | ---- | ---- | --- |
| 1.  | Marathon Zagreb           | 10  | 9    | 0    | 1    | 38   | 8    | 18  |
| 2.  | Subotičanka Subotica      | 10  | 9    | 0    | 1    | 36   | 7    | 18  |
| 3.  | Partizan Zelina           | 10  | 3    | 2    | 5    | 14   | 15   | 8   |
| 4.  | Subotica trans            | 10  | 3    | 2    | 5    | 9    | 26   | 8   |
| 5.  | Elektrovojvodina Novi Sad | 10  | 2    | 2    | 6    | 7    | 14   | 6   |
| 6.  | Zelina                    | 10  | 1    | 0    | 9    | 6    | 40   | 2   |